# 曾承唐
曾承唐（?—?），字際之，號瑞蓂，贵州遵義人，清朝政治人物，同進士出身。

## 生平
乾隆十七年（1752年）壬申恩科鄉試第一（解元），乾隆十九年（1754年）甲戌科進士，三甲二十八名，改翰林院庶吉士。